# Crociati Rugby Football Club
I Crociati Rugby Football Club sono stati una franchigia italiana di rugby a 15, formatasi nel 2010 dall'unione delle squadre seniores e Under-20 di Rugby Parma F.C. 1931 e Rugby Noceto F.C.

## Storia
La fusione delle prime squadre, seniores e under 20, fece seguito alla promozione in Eccellenza del Noceto e aveva lo scopo di presentare una squadra unica sia in campionato che in Challenge Cup, il cui titolo sportivo apparteneva al Parma qualificatosi al termine del Super 10 2009-10. All'atto della fondazione, era stato specificato che il nome Crociati era provvisorio e che il nome definitivo sarebbe stato ufficializzato in un secondo momento, dopo una consultazione con la tifoseria del neonato club.
La squadra del presidente emiliano Luigi Giuseppe Villani aveva sede a Parma in via Verdi 9, era sponsorizzata dalla Banca Monte Parma e giocava le partite casalinghe allo Stadio XXV Aprile, che all'epoca aveva una capienza totale di 2.500 posti. Per alcune partite, venne utilizzato come impianto alternativo lo Stadio Nando Capra di Noceto.

### Stagione 2010-11
La stagione 2010-11 fu quella d'esordio per i Crociati Rugby F.C. nel neonato campionato d'Eccellenza, la nuova
massima divisione italiana dopo l'entrata in Celtic League di Aironi e Benetton. La neonata franchigia di Parma e Noceto, guidata dall'allenatore Filippo Frati e capitanata da Roberto Mandelli, fu subito protagonista nel panorama nazionale, terminando la stagione regolare in 4ª posizione in classifica, dietro a Rovigo, I Cavalieri e Petrarca, qualificandosi così per i play-off. In semifinale la squadra dovette cedere ai più quotati rodigini sia nella gara di andata sia in quella di ritorno, con rispettivamente i punteggi di 13-20 e 9-24. In Challenge Cup arrivò soltanto una vittoria, maturata in casa contro Bucarest, che fece chiudere il girone in ultima posizione.
Nella stessa stagione la formazione Under-20, allenata da Francesco Mazzariol, si laureò campione d'Italia di categoria, battendo la Mantovani Lazio nella finale scudetto di Livorno.

### Stagione 2011-12
Dopo l'ottima stagione iniziale, la stagione 2011-12 fu estremamente diversa da quella precedente: complice qualche difficoltà economica, la squadra, allenata da Francesco Mazzariol fresco del titolo italiano Under-20, si piazzò in 9ª posizione, davanti soltanto al San Gregorio retrocesso. Furono soltanto 4 le partite vinte dai Crociati e non andò meglio in Challenge Cup, dove la squadra perse tutte le partite.

### Stagione 2012-13
La stagione 2012-13 fu l'ultima apparizione della franchise sulla scena nazionale. I Crociati, allenati prima da Mazzariol e poi da Stefano Bordon dal mese di dicembre, vinsero soltanto tre partite e trovarono la salvezza in virtù dello spareggio retrocessione conquistato, in campo neutro, ai danni dell'Aquila.
Nonostante la permanenza nella massima serie, la squadra non venne iscritta al campionato successivo per problemi finanziari.
Nell'agosto 2013, la società ha preso il nome “Sport e Relax” e ha trasferito la sede sociale a Taranto. Non ha però risolto le pendenze economiche con i creditori e nel giugno 2014 è stata dichiarata fallita dal Tribunale di Parma. Viene nominato Marco Pedretti come curatore fallimentare.

## Cronologia
| Cronistoria dei Crociati Rugby Football Club |
| --- |
| - 2010 · Fondazione dei Crociati Rugby Football Club - 2010-11 · 4ª in Eccellenza, eliminazione in semifinale Challenge Cup: 4º girone 4 - 2011-12 · 9ª in Eccellenza Challenge Cup: 4º girone 1 - 2012-13 · 11ª in Eccellenza Trofeo Eccellenza: 4º girone A - 2013 · Mancata iscrizione al campionato di Eccellenza - 2014 · Dopo aver modificato la denominazione sociale e cambiato sede, la Società viene dichiarata fallita |

## Allenatori e presidenti
- 2010-2011  Filippo Frati
- 2011-2012  Francesco Mazzariol
- 2012-2013  Stefano Bordon

- 2010-2013  Luigi Giuseppe Villani

## Palmarès

### Competizioni giovanili
- Campionati italiani Juniores: 1
2010-11

## Stagioni
Le stagioni sportive del club si riferiscono ai soli campionati maggiori professionistici di Lega.

## Giocatori di rilievo
Di seguito elencati i giocatori di maggiore rilievo internazionale che vestirono la maglia della franchigia di Parma e Noceto:
- Matteo Dell'Acqua
- Davide Giazzon
- Lome Fa'atau
- Simone Ferrari
- Carlo Festuccia
- Tommaso Iannone
- Uili Kolo'ofai
- Andrea Lovotti
- Andrea Manici
- Roberto Mandelli
- Luca Morisi
- Lorenzo Romano
- Giulio Rubini
- Marcello Violi